# بزوشا
بزوشا، روستایی از توابع بخش زنجانرود شهرستان زنجان در استان زنجان است.

## جمعیت
روستای بزوشا در دهستان غنی‌بیگلو قرار دارد و براساس سرشماری مرکز آمار ایران در سال ۱۳۸۵، جمعیت آن ۷۶۸ نفر (۱۷۲خانوار) بوده‌است. جمعیت این روستا در سال ۱۳۹۰ به ۷۱۶ نفر کاهش یافته‌است.